# بيورنار اولسن
بيورنار اولسن (بالنرويجية البوكمول: Bjørnar Olsen)‏ هو مؤلف وبروفيسور نرويجي، ولد في 2 يناير 1958.